# Primer ministre de Vanuatu

Blasó de Vanuatu.

El primer ministre de Vanuatu és el càrrec que ostenta qui exerceix el poder executiu en qualitat de cap de govern de Vanuatu.
L'oficina del primer ministre es va crear en virtut de la constitució de Vanuatu després de la independència del país el 1980, i el defensor de la independència Walter Lini es va convertir en el primer oficial. De vegades es considera que la situació és una continuació de l'antiga oficina del Ministre Principal, que existia abans que Vanuatu obtingués la independència. La Constitució exigeix que el primer ministre sigui membre del Parlament, que també ho tria directament. El primer ministre nomena o destitueix directament membres del Consell de Ministres (ministres del gabinet).

## Primers ministres de Vanuatu (1980 – actualitat)
| #    | Imatge | Nom (Naixement–Mort)                                | Elecció | Mandat                                          | Partit                                |
| ---- | ------ | --------------------------------------------------- | ------- | ----------------------------------------------- | ------------------------------------- |
| 1    |        | Walter Lini (1942–1999)                             | —       | 30 de juliol de 1980 – 6 de setembre de 1991    | Vanua'aku Pati                        |
| 1    | 1983   | Walter Lini (1942–1999)                             |         | 30 de juliol de 1980 – 6 de setembre de 1991    | Vanua'aku Pati                        |
| 1    | 1987   | Walter Lini (1942–1999)                             |         | 30 de juliol de 1980 – 6 de setembre de 1991    | Vanua'aku Pati                        |
| 2    |        | Donald Kalpokas (1943–)                             | —       | 6 de setembre de 1991 – 16 de desembre de 1991  | Vanua'aku Pati                        |
| 3    |        | Maxime Carlot Korman (1942–)                        | 1991    | 16 de desembre de 1991 – 21 de desembre de 1995 | Union of Moderate Parties             |
| 4    |        | Serge Vohor (1955–)                                 | 1995    | 21 de desembre de 1995 – 23 de febrer de 1996   | Union of Moderate Parties             |
| (3)  |        | Maxime Carlot Korman (1942–)                        | —       | 23 de febrer de 1996 – 30 de setembre de 1996   | Union of Moderate Parties             |
| (4)  |        | Serge Vohor (1955–)                                 | —       | 30 de setembre de 1996 – 30 de març de 1998     | Union of Moderate Parties             |
| (2)  |        | Donald Kalpokas (1943–)                             | 1998    | 30 de març de 1998 – 25 de novembre de 1999     | Vanua'aku Pati                        |
| 5    |        | Barak Sopé (1955–)                                  | —       | 25 de novembre de 1999 – 13 d'abril de 2001     | Melanesian Progressive Party          |
| 6    |        | Edward Natapei (1954–2015)                          | —       | 13 d'abril de 2001 – 29 de juliol de 2004       | Vanua'aku Pati                        |
| 6    | 2002   | Edward Natapei (1954–2015)                          |         | 13 d'abril de 2001 – 29 de juliol de 2004       | Vanua'aku Pati                        |
| (4)  |        | Serge Vohor (1955–)                                 | 2004    | 29 de juliol de 2004 – 11 de desembre de 2004   | Union of Moderate Parties             |
| 7    |        | Ham Lini (1951–)                                    | —       | 11 de desembre de 2004 – 22 de setembre de 2008 | Vanua'aku Pati                        |
| (6)  |        | Edward Natapei (1954–2015)                          | 2008    | 22 de setembre de 2008 – 27 de novembre de 2009 | Vanua'aku Pati                        |
| —    |        | Serge Vohor (1955–) chefministro provisional        | —       | 27 de novembre de 2009 – 5 de desembre de 2009  | Union of Moderate Parties             |
| (6)  |        | Edward Natapei (1954–2015)                          | —       | 5 de desembre de 2009 – 2 de desembre de 2010   | Vanua'aku Pati                        |
| 8    |        | Sato Kilman (1957–)                                 | —       | 2 de desembre de 2010 – 24 d'abril de 2011      | People's Progress Party               |
| (4)  |        | Serge Vohor (1955–)                                 | —       | 24 d'abril de 2011 – 13 de maig de 2011         | Union of Moderate Parties             |
| (8)  |        | Sato Kilman (1957–)                                 | —       | 13 de maig de 2011 – 16 de juny de 2011         | People's Progress Party               |
| —    |        | Edward Natapei (1954–2015) chefministro provisional | —       | 16 de juny de 2011 – 26 de juny de 2011         | Vanua'aku Pati                        |
| (8)  |        | Sato Kilman (1957–)                                 | —       | 26 de juny de 2011 – 23 de març de 2013         | People's Progress Party               |
| (8)  | 2012   | Sato Kilman (1957–)                                 |         | 26 de juny de 2011 – 23 de març de 2013         | People's Progress Party               |
| 9    |        | Moana Carcasses Kalosil (1963–)                     | —       | 23 de març de 2013 – 15 de maig de 2014         | Green Confederation                   |
| 10   |        | Joe Natuman (1952–)                                 | —       | 15 de maig de 2014 – 11 de juny de 2015         | Vanua'aku Pati                        |
| (8)  |        | Sato Kilman (1957–)                                 | —       | 11 de juny de 2015 – 11 de febrer de 2016       | People's Progress Party               |
| 11   |        | Charlot Salwai (1963–)                              | 2016    | 11 de febrer de 2016 – 20 d'abril de 2020       | Reunification of Movements for Change |
| 12   |        | Bob Loughman                                        | 2020    | 20 d'abril de 2020 – 4 de novembre de 2022      | Vanua'aku Pati                        |
| 13   |        | Ishmael Kalsakau                                    | 2022    | 4 de novembre de 2022 – 4 de setembre de 2023   | Union of Moderate Parties             |
| (8)  |        | Sato Kilman (1957–)                                 | —       | 4 de setembre de 2023 – 6 d'octubre de 2023     | People's Progress Party               |
| (11) |        | Charlot Salwai (1963–)                              | —       | 6 d'octubre de 2023 – actualitat                | Reunification of Movements for Change |